# 이원배 (1932년)
이원배(1932년 5월 14일~2021년 2월 12일)는 대한민국의 정치인이다. 제13대 국회의원을 지냈다.

## 역대 선거 결과
|  | 6.16% |

|  | 16.35% |

|  | 26.93% |

|  | 3.00% |